# Tyrannochthonius pupukeanus
Tyrannochthonius pupukeanus es una especie de arácnido  del orden Pseudoscorpionida de la familia Chthoniidae.

## Distribución geográfica
Se encuentra en Hawái (Estados Unidos).